# إعلان إهلن

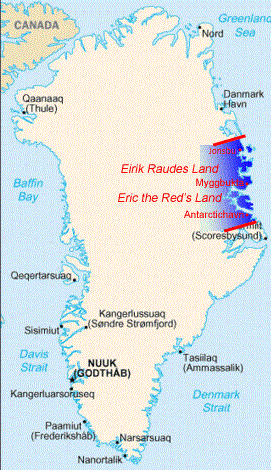
منطقة جرينلاند التي تم احتلالها من قِبل النرويج

كان إعلان إهلن بيانًا صدر في 22 يوليو 1919 عن وزير خارجية النرويج، نيلس كلوز إهلن، حول موضوع سيادة الدنمارك على جرينلاند، والذي أعلن فيه إهلن شفهيًا للوزير الدنماركي أن «...خطط الحكومة الملكية [الدنماركية] بشأن السيادة الدنماركية على كامل تراب جرينلاند ستتحقق بدون أي مشاكل من جانب النرويج». وبات الإعلان مشكلة عندما تم طرح السؤال عما إذا كان البيان ملزمًا للنرويج. وفي نهاية المطاف تحول السؤال إلى المحكمة الدائمة للعدالة الدولية في شكل قضية جرينلاند الشرقية في عام 1933.

## الإعلان

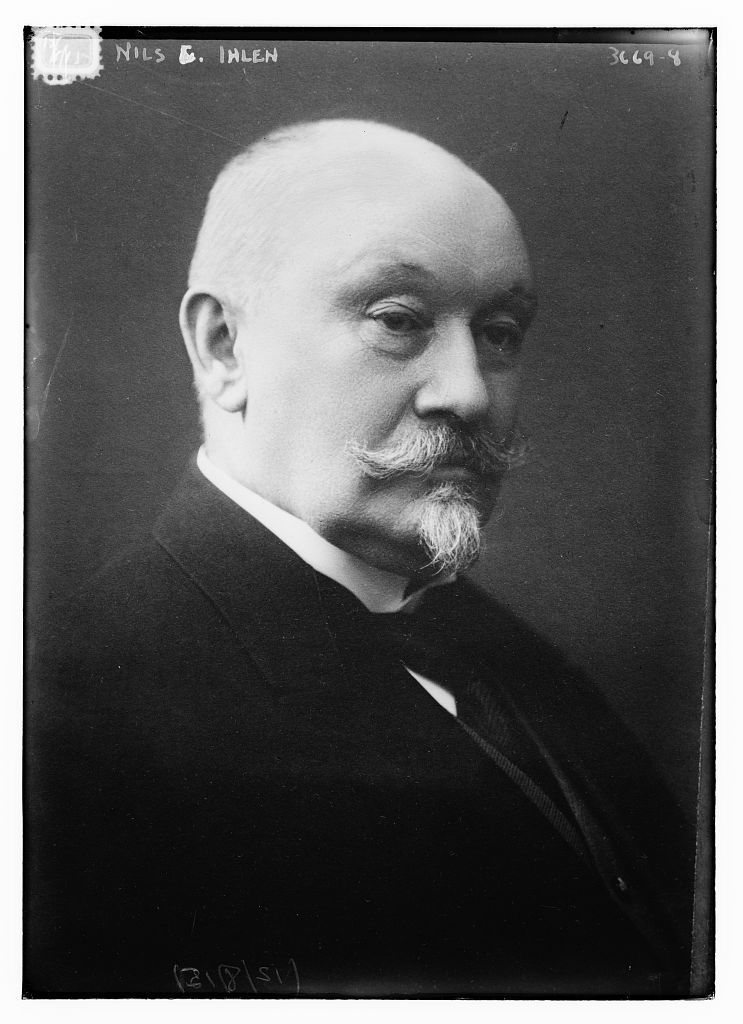
وزير خارجية النرويج نيلس كلوز إهلن

في أحد الاجتماعات، وافقت الدنمارك على عدم الاعتراض على أي مطالبة بشأن سبيتسبيرجين التي قد تسلمتها النرويج في مؤتمر سلام مرتقب، إذا لم تعارض النرويج مطالبة الدنمارك في نفس المؤتمر بكامل تراب جرينلاند. وكان هذا في 4 يوليو 1919. وفي ذلك الوقت، احتلت النرويج بعض أجزاء شرق جرينلاند.
وردًا على ذلك، أصدر إهلن بيانًا في 22 يوليو 1919 قال فيه إن «خطط الحكومة الملكية [الدنماركية] بشأن السيادة الدنماركية على كامل تراب جرينلاند ستتحقق بدون أي مشاكل من جانب النرويج».

## قضية شرق جرينلاند
مع ذلك، استمرت النرويج في احتلال شرق جرينلاند حتى الثلاثينيات. وأدى هذا إلى موافقة كل من الدنمارك والنرويج على رفع القضية إلى المحكمة الدائمة للعدالة الدولية في عام 1933. وهذا أدى إلى طرح العديد من الأسئلة: هل التأكيدات التي قدمتها إحدى الحكومتين إلى الحكومة الأخرى ملزمة؟ هل كان الإعلان صحيحًا إذا جاء انتهاكًا للمادة 46 من قانون البلدية النرويجي - بطلان (المادة 27 - التقيد بالقانون) الدستور النرويجي الذي يتطلب موافقة البرلمان النرويجي للدخول في معاهدة؟ هل كانت الدنمارك على علم بأنه يجب الحصول على موافقة البرلمان النرويجي لإبرام المعاهدة؟
وأصدرت المحكمة الدولية قرارًا في لاهاي بمنح الأراضي المتنازع عليها للدنمارك. وأعلنت المحكمة أن إعلان إهلن شكل وعدًا غير مشروط ونهائي. وتقبل البلدان القرار.